# Новоселицька сільська рада (Перечинський район)
| Новоселицька сільська рада — колишній орган місцевого самоврядування у Перечинському районі Закарпатської області з адміністративним центром у с. Новоселиця. Сільській раді підпорядковані населені пункти: - с. Новоселиця |

## Склад ради
Рада складається з 14 депутатів та голови.

## Керівний склад сільської ради
| ПІБ                      | Основні відомості                                                                                     | Дата обрання | Дата звільнення |
| ------------------------ | --- | ------------ | --------------- |
| Тимко Михайло Михайлович | Сільський голова, 1963 року народження, освіта, член Соціал-демократичної партії України (об'єднаної) | 26.03.2006   | 31.10.2010      |
| Пайдич Михайло Юрійович  | Сільський голова, 1958 року народження, освіта середня спеціальна, безпартійний                       | 31.10.2010   |                 |

Примітка: таблиця складена за даними джерела

## Населення
Згідно з переписом УРСР 1989 року чисельність наявного населення села становила 523 особи, з яких 247 чоловіків та 276 жінок.
За переписом населення України 2001 року в селі мешкала 491 особа.

### Мова
Розподіл населення за рідною мовою за даними перепису 2001 року:
| Мова       | Відсоток |
| ---------- | -------- |
| українська | 99,19 %  |
| російська  | 0,61 %   |
| інші       | 0,20 %   |